# Thamnornis
Thamnornis là một chi chim trong họ Bernieridae.